# Сладководни костенурки
Сладководните костенурки, са група която е обединена от начина на живот на представителите. Обитатели са на сладководни басейни, поради което се разграничават от морските и сухоземните костенурки. Това е чисто формално обединение без някаква научна систематичност и не е част от класификацията на костенурките.